# Nactus multicarinatus
Nactus multicarinatus là một loài thằn lằn trong họ Gekkonidae. Loài này được Günther mô tả khoa học đầu tiên năm 1872.